# Ózdfalu, Baranya
Ózdfalu este un sat în districtul Sellye, județul Baranya, Ungaria, având o populație de 183 de locuitori (2011). 

## Demografie
Componența etnică a satului Ózdfalu
     Maghiari (65,74%)
     Romi (34,26%)
Componența confesională a satului Ózdfalu
     Romano-catolici (76,5%)
     Fără religie (4,92%)
     Reformați (3,83%)
     Necunoscută (14,75%)
Conform recensământului din 2011, satul Ózdfalu avea 183 de locuitori. Din punct de vedere etnic, majoritatea locuitorilor (65,74%) erau maghiari, cu o minoritate de romi (34,26%).  Din punct de vedere confesional, majoritatea locuitorilor (76,5%) erau romano-catolici, existând și minorități de persoane fără religie (4,92%) și reformați (3,83%). Pentru 14,75% din locuitori nu este cunoscută apartenența confesională.